# Bassett (Nebraska)
Bassett é uma cidade localizada no estado americano de Nebraska, no Condado de Rock.

## Demografia
Segundo o censo americano de 2000, a sua população era de 743 habitantes. 
Em 2006, foi estimada uma população de 652, um decréscimo de 91 (-12.2%).

## Geografia
De acordo com o United States Census Bureau, a localidade tem uma área de 1,1 km², sem área coberta por água.

## Localidades na vizinhança
O diagrama seguinte representa as localidades num raio de 36 km ao redor de Bassett. 